# Ronald Lippok
Ronald Lippok (* 1963 in Ost-Berlin) ist ein deutscher Musiker und Maler.

## Leben
Lippok war ab 1982 Schlagzeuger der Ostberliner Punkband Rosa Extra. 1983 gründete er mit seinem Bruder Robert Lippok das experimentelle multimediale Musikprojekt Ornament & Verbrechen. Von 1986 bis 1992 studierte er Malerei an der Kunsthochschule Berlin-Weißensee. 1991–92 gehörte er neben Bert Papenfuß, Bernd Jestram und anderen dem Novemberclub an. 1995 gründete er mit Jestram das Duo Tarwater und mit seinem Bruder und Stefan Schneider die Gruppe To Rococo Rot. Letztere schuf u. a. Soundarbeiten für Olaf Nicolai, Doug Aitken und Takehito Koganezawa. Seit 2001 veröffentlicht er seine Soloprojekte beim Label raster-noton.
Daneben schuf Lippok Musik für Hörspiel (u. a. für Andreas Neumeisters Prima Leben und Sparen, das im Juli 1998 Hörspiel des Monats wurde) und Schauspielmusiken und wirkt an Performances und Lesungen mit. Als Maler arbeitet Lippok seit 2010 mit der Staatsgalerie Prenzlauer Berg zusammen, wo er mehrere Ausstellungen hatte, u. a. 2010 und 2017 die Ausstellung Brimford Collection.

## Hörspiele
- 1992: Amina Gusner: Odeonfragment. Szenische Collage für Schauspieler und Musiker der Freien Theatergruppe „Lautlinie“ (Musiker: Schlagzeug) – Regie: Sibylle Tiedemann, Matthias Körner (Hörspiel – SFB)
- 1998: Andreas Neumeister: Prima Leben Und Sparen (Komposition, gemeinsam mit Robert Lippok) – Realisation: Robert Lippok, Ronald Lippok und Andreas Neumeister (Original-Hörspiel – BR)
  - Auszeichnung: Hörspiel des Monats Juli 1998
- 2000: Stefan Schneider: soundstories / materialmeeting (3. Teil: Blue Sky) Studio-Performance live – Realisation: Ronald Lippok, Robert Lippok, Stefan Schneider und Ulrich Bassenge (Ars acustica – BR)
- 2013: Mark Twain: Der geheimnisvolle Fremde (Komposition, gemeinsam mit Bernd Jestram und Michael Nyman) – Bearbeitung und Regie: Kai Grehn (Hörspielbearbeitung – Deutschlandradio)
  - Auszeichnung: hr2-Hörbuchbestenliste Februar 2014 (4. Platz für die CD-Edition)
- 2021: Christina Runge, Diana Näcke, Masha Qrella und Thomas Brasch: Woanders. Ein Hörspiel in Auseinandersetzung mit Texten von Thomas Brasch (Komposition, gemeinsam mit Bernd Jestram und Masha Qrella) – Regie: Diana Näcke, Masha Qrella und Christina Runge (Originalhörspiel, Musikalisches Hörspiel – Deutschlandradio)
  - Auszeichnung: Hörspiel des Monats Februar 2021